# بخش امباتولامپی
بخش امباتولامپی (به لاتین: Ambatolampy District) یک منطقهٔ مسکونی در ماداگاسکار است که در واکینانکاراترا واقع شده‌است.

## خصوصیات
بخش امباتولامپی ۱٬۷۵۵ کیلومترمربع مساحت و ۲۳۲٬۰۲۹ نفر جمعیت دارد.